# Cercamon

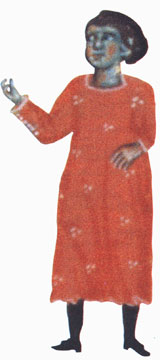
Cercamon – Darstellung aus Bibliothèque Nationale, MS cod. fr. 12473, 13. Jahrhundert

Cercamon (* vor 1130; † nach 1149) war einer der ersten Trobadors. Seine dichterische Tätigkeit, soweit sie datierbar ist, fällt in die Jahre 1137 bis 1149. Vermutlich aus der Gascogne stammend schrieb er seine Lieder in altprovenzalischer Sprache.
Er verbrachte seine meiste Zeit am Hof von Wilhelm X. (Aquitanien), dessen Tod am 9. April 1137 er einen Planh widmete, den er vermutlich im selben Jahr verfasste. Dieses Klagelied ließ er Eble II. de Ventadour, der an seinem Hof wie Wilhelm X. Trobadors um sich scharte und diese förderte, zukommen. In einem italienischen Manuskript aus dem 13. Jahrhundert ist eine Cercamon betreffende Vida überliefert. In dieser wird er als ein aus der Gascogne stammender Minnesänger bezeichnet, der Lieder und Pastoralen im alten Stil schrieb. Seinen Namen betreffend wird hier erläutert, dass er Cercamon genannt werde, weil er die ganze Welt (mon) durchsuchte (cerca). In einer weiteren Vida, Marcabru, betreffend, liest man, dass dieser sich so lange beim Minnesänger Cercamon aufhielt, bis er selbst begann, Lieder zu schreiben. Daher war er möglicherweise Mentor von Marcabru.
Sein achtes Gedicht verbindet ihn mit dem Zweiten Kreuzzug. Hier fordert er dazu auf, nach Edessa zu gehen. Wahrscheinlich ging er nach dem Tod Wilhelms X. mit dessen Tochter Eleonore an den Hof Ludwigs VII. (Frankreich) und folgt diesem ins Heilige Land.

## Werke
Von Cercamon sind sieben Dichtungen erhalten, dazu eine, die ihm nicht sicher zuzuordnen ist. Gedicht 1 und 8 wurden in einem Abstand von ungefähr zehn Jahren geschrieben.
- Quant l'aura doussa s'amarzis
- Ab lo temps qe fai refreschar
- Assatz es or' oimai q'eu chan;
- Ab lo pascor m'es bel qu'eu chan
- Puois nostre temps comens'a brunezir
- Lo plaing comenz iradamen
- Car vei finir a tot dia
- Per fin'Amor m'esjauzira